# Variation: 1916, Lichter Morgen
Variation: Lichter Morgen ist der Titel eines 1916 entstandenen Gemäldes des deutsch-russischen Malers Alexej Jawlensky. 1968 wurde es von dem damaligen Museumsdirektor Clemens Weiler für das Museum Wiesbaden erworben. Es trägt die Inventar-Nummer M 850.

## Technik und Bildträger
Bei dem Bild „Variation: Lichter Morgen“ handelt es sich um ein Ölgemälde Hochformat, 34,4 × 27,3 cm, auf Leinwand, auf Karton aufgezogen. Es ist im Bild unten links monogrammiert „A. J.“ und nicht datiert.
„Rückseite nicht sichtbar, bezeichnet auf dem Rückseitenschutz (mit Bleistift): Lichter Morgen / Öl Fenster. Provenienz: Nachlaß des Künstlers.“
Das Bild ist verzeichnet im „Werkstattverzeichnis“ von 1970 bei Clemens Weiler, im „Catalogue Raisonné“ von 1991 des Jawlensky-Archivs und 1997 im Jawlensky-Bestandskatalog des Museums Wiesbaden.

## Stimmumgscharakter des Bildes
„Die transparenten lichten Farben und die Verwendung eines nach oben bogenförmig sich abschließenden Kompositions-Schemas verleihen dieser Arbeit einen dem Titel entsprechenden Stimmungscharakter.“

## Ikonologie
„Der Künstler ist, seit er in die Schweiz emigrierte, zum Maler der nicht sichtbaren Welten des Gefühls, der Seele und des Geistigen geworden. Es entstehen geheimnisvolle Bildtitel wie ‚Lichter Morgen‘, ,Zärtlichkeit‘ oder ‚Zutiefst bewegt‘. Jawlensky gibt sich damit als Schilderer von Gemütszuständen zu erkennen. Sicherlich war es nicht ganz falsch, wenn man eine Erklärung für diese ungewöhnliche Malerei in der Psyche von Jawlenskys eigener Persönlichkeit oder seiner russischen Herkunft zu finden suchte. Jedoch wäre dieser Hinweis zu einfach, da es gerade die Japaner waren, die in der Darstellung seelischer Dispositionen und Gemütsstimmungen Ungewöhnliches geleistet haben. Wie diese benutzt Jawlensky für die gen. verinnerlichten Bilder interessanterweise das Hochformat und reiht sie in serieller Behandlung aneinander. Seit 1914 entstehen in dieser Weise die ‚Variationen über ein landschaftliches Thema‘.“

## Jawlensky schickte 1938 eine „Variation“ an Verkade
Aufschlussreich schilderte Jawlensky Jan Verkade den Wandel seiner Malerei nach dem Ersten Weltkrieg: „Ich fing nun an, einen neuen Weg in der Kunst zu suchen. Es war eine große Arbeit. Ich verstand, daß ich nicht das malen mußte, was ich sah, sogar nicht das, was ich fühlte, sondern nur das, was in, mir, in meiner Seele lebte. […] Die Natur, die vor mir war, soufflierte mir nur. […] Anfangs war es sehr schwer. Aber nach und nach konnte ich leicht mit Farben und Formen das finden, was in meiner Seele war. Meine Formate wurden klein. […] Ich malte sehr viele Bilder, die ich ‚Variationen über ein landschaftliches Thema‘ nannte.“
Jawlensky befürchtete, seine Variation könnte missverstanden werden und erklärte Verkade: „Ich schicke Ihnen eine von meinen letzten Arbeiten. Ich vermute, daß sie Ihnen fremd sein wird. Aber, lieber Herr Pater, seien Sie nicht gleich ein strenger Richter, da Sie wissen müssen, daß jede neue Sprache befremdend, ja abstoßend wirken kann. Man muß wollen und verstehen wie jede neue Sprache, die man ja auch erst lernen muß. Man muß die Seele nicht protestieren lassen, die Seele muß sich anstrengen, leiden. Und durch das kommt man zum Verständnis. Das ist immer so. Ich schicke Ihnen auch eine farbige Reproduktion einer ‚Variation‘. Original gehört Prof. Hamann Marburg (Lahn), der sie reproduzieren ließ in den Kunstbüchern der Universität Marburg. Jetzt bin ich ein Krüppel. Ich kann nicht arbeiten, ich kann nicht gehen und stehen, ich muß immer liegen und leide entsetzlich. Vielleicht haben Sie gehört, daß im Februar Baronin Werefkin gestorben ist. Es war ein harter Schlag für mich. Ja, ja, einmal gemachte Fehler muß man früher oder später büßen. Und wie hart oft.“